# Malgassesia
Malgassesia é um gênero de traça pertencente à família Brachodidae.